# Derocheilocaris ingens
Derocheilocaris ingens is een kreeftachtigensoort uit de familie van de Derocheilocarididae. De wetenschappelijke naam van de soort is voor het eerst geldig gepubliceerd in 1969 door Hessler.